# Новак Володимир Софронович
Володимир Софронович Новак (нар. 1949, с. Августівка, Одеська область) — український журналіст, публіцист, краєзнавець. Член Національної спілки журналістів України (із 1979 року) та Заслужений журналіст України (із 1975 року).

## Життєпис
Народився 24 квітня 1949 р. у селі Августівка Біляївського району Одеської області в сім'ї колгоспників. Батько Софрон Якович (1911—1998)- сільський коваль, інвалід війни, кавалер низки орденів і медалей, бойовий шлях завершив у Берліні; мати Федора Федорівна (1913—1985) — колгоспниця, у роки війни була народною ополченкою, нагороджена медаллю «За оборону Одеси».
Перша фахова освіта — агроном. Після школи закінчив Петрівський сільськогосподарський технікум (1968) р., розташований неподалік Одеси. Відчуваючи внутрішній потяг до літературної творчості, Володимир Новак вступив на факультет журналістики Львівського державного університету імені Івана Франка. 1975 року отримав диплом журналіста. Трудову діяльність розпочав кореспондентом Львівського відділення Радіо-телеграфного агентства України (РАТАУ), м. Львів. У 1981 році отримав другу вищу освіту, закінчивши Київську Вищу партійну школу при ЦК Компартії України.

## Щаблі кар'єри
За сорок з лишком років роботи у провідній національній інформаційній агенції, яка неодноразово міняла свою офіційну назву (РАТАУ, УКРІНФОРМ, ДІНАУ, Українське національне інформаційне агентство) Володимир Новак обіймав посади кореспондента агентства у Львові, власного кореспондента у Тернопільській області, а останніх понад чверть століття — головний редактор та начальник Південного регіонального відділу УКРІНФОРМу, м. Одеса.
Загалом за плечима В. Новака близько тридцяти років державної служби і 45 років загального журналістського стажу, має 6 ранг державного службовця.
Із виходом на пенсію у 2009 році працював редактором районної газети «Вперед» (співзасновники Роздільнянська райдержадміністрація та районна рада Одеської області), а з березня 2011 року по лютий 1915 року — власним кореспондентом Південно-Кримського відділу УКРІНФОРМу.
Як учасник бойових дій активно займається громадською діяльністю в лавах Одеської обласної організації Української спілки ветеранів Афганістану (воїнів-інтернаціоналістів), завідує однією із секцій Приморського відокремленого підрозділу цієї громадської організації у місті Одесі.
Одружений, має двох синів: Володимира (1973) та Андрія (1980).
Мешкає в Одесі.

## Творчість
Автор численних статей, інтерв'ю, нарисів у вітчизняній та зарубіжній періодиці, міжнародному суспільно-політичному журналі «Європа-Центр», україномовних виданнях Америки та Канади.
Співавтор книжок «Журналістика у наших серцях і долях» (2015, Луцьк, «Вісник і К», 248 с.) та «Журналістика у наших долях» (видання друге, доповнене — Рівне: Волин. обереги, 2017.- 580 с.+ іл.), де випускники факультету журналістики 1975 року Львівського національного університету імені Івана Франка розповідають про час, про себе, про фахову майстерність. Керівник проекту і співавтор літературного збірника «Великою журналістикою покликані» (2019 рік). У цьому творі провідні представники мас-медіа України згадують свою зрілу журналістську молодість і діляться набутим досвідом та професійними знаннями. Як організатор від Одеського регіону причетний до видавництва книги «Уславлені постаті України» (2002, Київ, видавництво «Мазепа». Спеціалізація — політика, економіка, сфера масової комунікації, краєзнавство".

## Нагороди і почесні звання
- Орден «За заслуги» третього ступеня (2003)- за вагомий особистий внесок у розвиток журналістики, інформаційне забезпечення внутрішньої і зовнішньої політики Української держави;
- Почесне звання «Заслужений журналіст України» — за вагомий особистий внесок у розвиток журналістики, розбудову національного інформаційного простору, висвітлення політичного, соціально-економічного і культурного життя України;
- Нагорода загальнонаціонального конкурсу «Українська мова — мова єднання» «Журналістська гідність» (2007).
- Почесна відзнака голови Одеської обласної державної адміністрації (2004) — за багаторічну плідну працю, принципову громадянську позицію, вагомий особистий внесок у розвиток вітчизняної журналістики, високу професійну майстерність;
- Почесна відзнака Одеського міського голови «За заслуги перед містом» (2009) — за багаторічну плідну творчу працю у засобах масової інформації, широке висвітлення суспільно-політичного, економічного, соціального і духовного життя м. Одеси.